# EBIT
Az EBIT egy angol könyvviteli kifejezés - „earnings before interest and taxes” - rövidítése. Jelentése magyarul: kamat és nyereségadó-ráfordítások levonása előtti eredmény. A magyar számviteli törvény szerinti kategóriákat használva, az üzemi eredmény és a rendkívüli eredmény összegét jelenti. Az európai számviteli szabványok nem használják a rendkívüli eredmény fogalmát, ezért ott az EBIT megegyezik az üzemi eredménnyel.
Több pénzügyi mutató, például a kamatfedezet, nettó haszonkulcs, eszközarányos nyereség kiszámításának az alapja.

## Lásd még
- EBITDA